# GeoRezo
GeoRezo.net, le portail géomatique, est une association loi de 1901 d'intérêt général française connue dans le monde de l'information géographique francophone pour son site communautaire entièrement gratuit sur la géomatique. Si les forums de discussion sont un lieu de rencontre de la profession, l'association travaille également à la reconnaissance des métiers de l'information géographique.
GeoRezo invite à partager, enrichir et proposer des connaissances et compétences dans les nombreux domaines techniques, organisationnels, juridiques et humains des systèmes d'information géographique (SIG).

## Historique
Association loi de 1901 depuis juin 2004, d'intérêt général depuis décembre 2008, GeoRezo est présent en tant que collectif sur Internet depuis avril 1998 lors de la création de la liste de diffusion par messagerie électronique Géomatique, traitant de sujets techniques et généraux sur l'information géographique et les Systèmes d'Information Géographique. Conglomérat de sites personnels, nom de domaine puis site collectif dès 1999, il devient un portail communautaire d'échanges sur l'information géographique. L'association compte aujourd'hui 10 modérateurs bénévoles qui prennent en charge les développements et l'administration du site, la modération et l'animation des forums techniques, et qui participent également à la vie de la profession au travers d'échanges avec l'Association française pour l'information géographique (AFIGEO) , et le Conseil national de l'information géographique (CNIG).

## Forums
Les canaux de diffusion d'information ont été complétés au fil du temps pour couvrir plus efficacement de nouvelles thématiques. La refonte des listes de diffusion et le passage en septembre 2005 à un mode de forums groupés par grandes familles, en ont considérablement ouvert l'accès :
- les forums généralistes, avec Géomatique, le Mémento, GeoFormations, Données,
- les forums logiciels dédiés aux produits du marché SIG du moment, Business Geographic, Autodesk SIG[6], ESRI, FME, GeoConcept, GeoMedia, Mapinfo [7],
- les forums dédiés pour l'Open Source avec les SIG libres bureautiques et les solutions libres pour le web, notamment le forum dédié à QGIS,
- les forums thématiques centrés sur des domaines précis tels que les bases de données géographiques, le géomarketing, la télédétection, la topographie et le webmapping,

Ces forums techniques sont complétés par des canaux de diffusion d'informations spécifiques sur le marché de la géomatique française :
- GeoPromo, devenu GeoCommuniqué en 2008, canal d'information promotionnelle pour les entreprises et les offres de formation,
- appels d'offres, pour la diffusion des marchés et consultations publics,
- job, forum/liste de référence en France pour diffuser des offres d'emploi et de stage[8], environ 1000 annonces par an,
- la banque des CV.

## Autres ressources du portail
Le travail de regroupement et de structuration des ressources est aussi réalisé au travers d'outils comme les Géo-Entreprises en partenariat avec DécryptaGéo (ex. SIG La Lettre) et l'AFIGEO. Depuis 2009, les GeoBlogs offrent de nouveaux espaces de publication d'informations sur le secteur de la géomatique. Il existe également un ensemble de fiches Wiki (dont les fiches Géoformations, une initiative conjointe avec l'association Afigéo).

## Démarche Métiers
L'activité de GeoRezo ne se limite pas à la seule maintenance de son site et de ses différentes ressources. L'association s'est investie depuis 2002 dans une démarche « Métiers » dont elle est à l'initiative aux côtés de l'AFIGEO et du CNIG pour une meilleure reconnaissance et valorisation des métiers et des formations de la géomatique. Trois enquêtes menées en 2003, 2005 et 2013 ont permis de rassembler des éléments de connaissance très utiles pour les actions entreprises auprès des organismes de la sphère de l'emploi et de la formation (ANPE, l'APEC, le CNFPT ou l'ONISEP...) ,, GeoRezo a également participé aux deux dernières assises des géomaticiens organisées par l'AFIGEO portant plus avant cette démarche de reconnaissance et d'organisation de la profession.